# Cinnamomum chavarrianum
Cinnamomum chavarrianum är en lagerväxtart som först beskrevs av Barry Edward Hammel, och fick sitt nu gällande namn av André Joseph Guillaume Henri Kostermans. Cinnamomum chavarrianum ingår i släktet Cinnamomum och familjen lagerväxter. Inga underarter finns listade i Catalogue of Life.